# Mary Kom
Mangte Chungneijang Mary Kom, nota come Mary Kom (Kangathei, 1º marzo 1983), è una pugile indiana.

## Palmarès
- Giochi olimpici

Londra 2012: bronzo nei pesi mosca.
- Mondiali dilettanti

Scranton 2001: argento nei 45 kg.
Antalya 2002: oro nei 45 kg.
Podolsk 2005: oro nei 46 kg.
Nuova Delhi 2006: oro nei 46 kg.
Ningbo 2008: oro nei 46 kg.
Bridgetown 2010: oro nei 48 kg.
Nuova Delhi 2018: oro nei 48 kg.
Ulan-Udė 2019: bronzo nei 51 kg.
- Giochi asiatici

Canton 2010: bronzo nei pesi mosca.
Incheon 2014: oro nei pesi mosca.
- Campionati asiatici

Hissar 2003: oro nei 46 kg.
Kaohsiung 2005: oro nei 46 kg.
Guwahati 2008: argento nei 46 kg.
Astana 2010: oro nei pesi mosca.
Ulaanbaatar 2012: oro nei pesi mosca.
Ho Chi Minh 2017: oro nei pesi mosca.
- Giochi del Commonwealth

Gold Coast 2018: oro nei 48 kg.
- Giochi asiatici indoor

Hanoi 2009: oro nei 46 kg.
- Coppa d'Asia

Haikou 2011: oro nei 48 kg.
- Witch Cup

Pécs 2002: oro nei 46 kg.